# Luis Lacalle Pou
Luis Alberto Alejandro Aparicio Lacalle Pou (Montevideo, 1973. augusztus 11. –) uruguayi politikus, 2020. március 1-je óta az ország elnöke. A jobbközép Partido Nacional (Nemzeti Párt) tagja.

## Pályafutása
Luis Lacalle Pou apja, Luis Alberto Lacalle, maga is Uruguay elnöke volt. A montevideói British Schoolban végezte el az általános és középiskolát, majd az Uruguayi Katolikus Egyetemen szerzett jogi végzettséget.
1999-ben Canelones megye képviselőjévé választották. Sikerrel indult a 2004-es és a 2009-es választásokon is. 2014-ben indult az elnökválasztáson, de végül a második fordulóban alulmaradt Tabaré Vázquezzel szemben. A 2019-es elnökválasztáson Lacalle ismét indult; ellenfele a szocialista vezetésű Frente Amplio (Széles Front) nevű választási koalíció jelöltje, Daniel Martinez, Montevideo korábbi polgármestere volt. A 2019. november 24-én tartott második fordulóban Lacalle a szavazatok 48,71%-át szerezte meg Martinez 47,51%-ával szemben.
Az új elnök beiktatására 2020. március 1-jén került sor.